# Gisela Zifonun
Gisela Zifonun (* 29. März 1946 in Heidelberg) ist eine ehemalige Professorin für Germanistische Linguistik sowohl an der Universität Mannheim als auch an der FU Berlin. Zudem war sie zweimal bis letztlich zu ihrem Ruhestand Leiterin der Abteilung Grammatik am Institut für deutsche Sprache.

## Leben und Wirken
Zwischen 1965 und 1969 studierte sie die Fächer Germanistik und Latein an der Universität Heidelberg, schloss dieses Studium mit einem Staatsexamen ab und promovierte im Jahr 1971. Von 1973 bis 1995 war sie wissenschaftliche Angestellte am Institut für deutsche Sprache (IDS) in Mannheim und leitete in dieser Zeit ab 1986 die Abteilung Grammatik. 1994 folgte die Habilitation im Fach Germanistik an der Universität Mannheim, wonach sie für fast vier Jahre eine Stelle als Universitätsprofessorin an der FU Berlin innehatte. Danach ging sie wieder zurück nach Mannheim und arbeitete bis 2011 sowohl an der dortigen Universität als Professorin als auch gleichzeitig am IDS erneut als Leiterin der Abteilung Grammatik. Am 31. Juli 2011 ging sie in den Ruhestand.
Ihre Fachbereiche bezogen sich in ihrer Zeit als Philologin und Sprachwissenschaftlerin hauptsächlich auf die Grammatik des Deutschen (d. h. Syntax, Semantik, Morphologie) und die Grammatiktheorie, die Sprachtypologie und den Sprachvergleich. Als sie die Abteilung Grammatik leitete, leitete sie zudem mehrere sprachwissenschaftliche Projekte, wie beispielsweise das „Projekt zur Grammatik des Deutschen im europäischen Vergleich“ oder zu „syntaktischen und semantischen Parametern bei der Distribution eingebetteter komplexer Prädikation“; letzteres war ein Kooperationsprojekt des IDS mit der Fakultät für Fremdsprachen der Universität Bukarest. Sie veröffentlichte auch unzählige wissenschaftliche Artikel und Rezensionen und mehrere Monographien. Heute ist sie eine ausgesprochene Kritikerin der ‚Gender-Sprache‘.

## Werke
- Zifonun, Gisela: Zur Theorie der Wortbildung am Beispiel deutscher Präfixverben. (= Linguistische Reihe 13). München: Hueber, 1973.
- Lutz, Hans-Dieter/Kolvenbach, Monika/Zifonun, Gisela: PLIDIS-Dokumentation. Mannheim: Institut für deutsche Sprache, 1980.
- Strauß, Gerhard/Zifonun, Gisela: Die Semantik schwerer Wörter im Deutschen. (= Forschungsberichte des Instituts für deutsche Sprache 58). Tübingen: Narr, 1985.
- Zifonun, Gisela: Vor-Sätze zu einer neuen deutschen Grammatik. (= Forschungsberichte des Instituts für deutsche Sprache 63). Tübingen: Narr, 1986.
- Zifonun, Gisela: Kommunikative Einheiten in der Grammatik. (= Forschungsberichte des Instituts für deutsche Sprache 65). Tübingen: Narr, 1987.
- Zifonun, Gisela:/Hoffmann, Ludger/Strecker, Bruno: Grammatik der deutschen Sprache. (= Schriften des Instituts für deutsche Sprache 7). Berlin/New York: de Gruyter, 1997.
- Zifonun, Gisela: Grammatik des Deutschen im europäischen Vergleich. Der Relativsatz. (= amades – Arbeitspapiere und Materialien zur deutschen Sprache 4/06). Mannheim: Institut für Deutsche Sprache – amades, 2001.
- Zifonun, Gisela: Grammatik des Deutschen im europäischen Vergleich. Das Pronomen. Teil I: Überblick und Personalpronomen. (= amades – Arbeitspapiere und Materialien zur deutschen Sprache 4/06). Mannheim: Institut für Deutsche Sprache – amades, 2001.
- Zifonun, Gisela: Grammatik des Deutschen im europäischen Vergleich. Das Pronomen. Teil II: Reflexiv- und Reziprokpronomen. (= amades – Arbeitspapiere und Materialien zur deutschen Sprache 4/06). Mannheim: Institut für Deutsche Sprache – amades, 2003.
- Zifonun, Gisela: Grammatik des Deutschen im europäischen Vergleich. Das Pronomen. Teil III: Possessivpronomen. (= amades – Arbeitspapiere und Materialien zur deutschen Sprache 3/05). Mannheim: Institut für Deutsche Sprache – amades, 2005.
- Zifonun, Gisela: Zur Grammatik des Deutschen im europäischen Vergleich. Das Pronomen. Teil IV: Indefinita im weiteren Sinne. (= amades – Arbeitspapiere und Materialien zur deutschen Sprache 4/06). Mannheim: Institut für Deutsche Sprache – amades, 2007.
- Gunkel, Lutz/Murelli, Adriano/Schlotthauer, Susan/Wiese, Bernd/Zifonun, Gisela: Grammatik des Deutschen im europäischen Vergleich. Das Nominal. Unter Mitarbeit von Christine Günther und Ursula Hoberg. (= Schriften des Instituts für deutsche Sprache 14). Berlin/Boston: de Gruyter, 2017.
- Zifonun, Gisela: Das Deutsche als europäische Sprache. Ein Porträt. Berlin/Boston: de Gruyter, 2021.[7]